# Turdus nigriceps
Turdus nigriceps là một loài chim trong họ Turdidae.